# Nyunt Maung Maung
Nyunt Maung Maung (né le 18 janvier 1954 en Birmanie) est un joueur de football international birman, qui évoluait au poste de gardien de but.

## Biographie

### Carrière en sélection
Il participe avec la sélection birmane aux Jeux olympiques d'été de 1972. Lors du tournoi olympique, il ne joue aucun match.